# Joseph Fraenkel
Joseph Fraenkel (ur. 4 lipca 1867, zm. 24 kwietnia 1920 w Nowym Jorku) – austriacko-amerykański lekarz, endokrynolog i neurolog.

## Życiorys
Urodził się w Rosji. Studiował medycynę na Uniwersytecie Wiedeńskim, studia ukończył w 1889 roku. Nie godząc się na odrzucenie judaizmu nie mógł podjąć praktyki w Austrii, więc emigrował do Stanów Zjednoczonych. Od 1892 lub 1893 praktykował w Nowym Jorku. Był asystentem Charlesa Dany w Postgraduate Hospital and Medical School. Wykładał neurologię w Cornell University Medical College. Konsultował pacjentów ze szpitali Montefiore i (do października 1913) Bellevue. Był członkiem Academy of Medicine i New York Neurological Society (przewodniczący w 1905, 1906).
W 1909, razem z Josephem Collinsem, był założycielem Neurological Institute of New York.
Był przyjacielem Gustava Mahlera. Po jego śmierci oświadczył się Almie Mahler, ale jego oświadczyny zostały odrzucone. W 1916 roku ożenił się z Ganną Walską, śpiewaczką operową. W testamencie zapisał majątek jej i swojemu bratu.
Joseph Fraenkel zmarł 24 kwietnia 1920 w Post Graduate Hospital w Nowym Jorku. Wspomnienie o nim napisał Charles Dana.

## Wybrane prace
- Weiterer Beitrag zum Verhalten der Reflexe bei hohen Querschnittsmyelitiden[15]. (1898)
- Weiterer Beitrag zum Verhalten der Reflexe bei hohen Querschnitts-Myelitiden. New Yorker Medizinische Monatsschrift 10, 10 (1898)
- Fraenkel J, Onuf B. Corticale und subcorticale motorische Aphasie und deren Verhaltniss zur Dysarthrie[16]. (1899)
- Contribution To the Symptomatology of Intracranial Disease. Journal of Nervous and Mental Disease 26, 7, ss. 427-443 (lipiec 1899)
- On Sensorlmotor Palsies of the Musculature of the Face. With Remarks on the Ocular Palsies of the Early Stages of Tabes. Journal of Nervous and Mental Disease 26, 10, ss. 616-639 (1899)
- On the Prognosis of Hysteria: A Contribution to the Question of Fatal Hysteria.
- Onuf B, Fraenkel J. Congenital Intrauterine Poliomyelitis and Neuritis: the Question of Their Occurence and Influence upon So-called Congenital Deformities. American Medicine 3 (7), ss. 97–107 (1904)
- Dana CL, Fraenkel J. A Case of Aphasia With Loss of Memory of Nouns, (Sensory Anomia) With Autopsy. Journal of Nervous and Mental Disease 31, 1, ss. 15-24 (1904)
- Address of the Retiring President. Journal of Nervous and Mental Disease 35, 9, s. 609 (1907)
- Dysbasia Lordotica Progressiva, Dystonia Musculorum Deformans - Tortipelvis. Journal of Nervous & Mental Disease 39, 6, ss. 261-374 (1912)
- Dana CD, Fraenkel J. A Case Of Aphasia With Loss Of Memory Of Nouns, (Sensory Anomia) With Autopsy. Journal of Nervous & Mental Disease 31(1), ss. 15-24 (1904)
- A Clinical Study Of Some Reflexes. Journal of Nervous & Mental Disease 27(7):375-386 (lipiec 1900)
- Progressive Ankylotic Rigidity Of The Spine (Spondylose Rhizomelique). Journal of Nervous & Mental Disease 27(1), ss. 1-15 (1900)
- Contribution To The Symptomatology Of Intracranial Disease. Journal of Nervous & Mental Disease 26(7), ss. 427-443 (1899)
- Joseph Fraenkel, J. Ramsay Hunt, George Woolsey, Charles A. Elsberg. I. Contribution to the Surgery of Neurofibroma of the Acoustic Nerve. With Remarks on the Surgical Procedure. Annals of Surgery 40(3), ss. 293–319 (1904)